# Внутренняя торговля
Это торговля, в рамках которой товарами обмениваются только в определённой стране. Разделена такая торговля на две категории - оптовая и розничная. Оптовая торговля связана с покупкой товаров у производителей или дилеров в большом кол-ве и продажа в небольшом кол-ве для тех, кто может купить в розницу.
Розничная торговля связана с продажей товаров в небольших кол-вах для потребителей. Этот вид торговли заботится розничной торговли.  На практике, однако, производители и оптовики могут также проводить розничную торговлю товаров в обход посредника розничной торговли, с помощью которых они получают более высокую прибыль.

## Значение и роль
Важность внутренней торговли в стране заключается в том, что она облегчает обмен товаров внутри страны. Делая это, она также гарантирует, что факторы производства достигают нужных мест, чтобы экономика страны могла вырасти. Предоставляя различные виды товаров и услуг для доставки во все части страны улучшает уровень жизни жителей страны, а также уровень занятости в стране. И это способствует росту отрасли за счет обеспечения доступности сырья.

Это даже способствует внешней торговле. Торговцы из других стран придется вступать в контакт с внутренней трейдеров, потому что его не так легко прийти непосредственно в другой стране и получить необходимые продукты.

## Оптовая торговля
Оптовики играют важную роль во внутренней торговле. Можно даже сказать, что это основа на внутреннем рынке.Оптовик непосредственно контактирует с производителями, и косвенно с потребителями. Оптовик обычно занимается одним из видов промышленности - например машиностроение, текстиль, канцелярские принадлежности. Оптовик не только на продает продукты, но также участвует в упаковке, исследовании рекламы, сортировке, и на рынке. У них есть свои взлеты и падения, которые сохраняют производителей, заботясь о хранении. Как правило, они делают платеж наличными от предприятий розничной торговли, а иногда и сами потребители дают аванс, который приносит пользу производителям. Они продают в небольших количествах в розницу, который воздерживается от розничной торговли, требует места для хранения. Они позволяют делать кредиты для розничной торговли несколько раз.